# Agroal
O Agroal é uma localidade no extremo sul da atual União de Freguesias de Freixianda, Ribeira do Fárrio e Formigais, Município de Ourém, que retira o seu nome da nascente perene de grande caudal que alimenta o rio Nabão. Parte desta localidade pertence também à freguesia da Sabacheira, Município de Tomar, na margem direita do rio (mas desde os anos 90 do século XX sem qualquer edificação).
Situado na margem esquerda do rio Nabão, fica localizado numa área em que convergem os municípios de Ourém, de Tomar e de Ferreira do Zêzere.

## Património
Nas imediações da nascente foram descobertos vestígios arqueológicos que provam a ocupação daquele local de forma contínua, desde a Idade do Bronze.

## Turismo
As condições naturais levaram a Câmara Municipal de Ourém a desenvolver um projeto de proteção ambiental, ostentando a sua praia fluvial a Bandeira Azul desde 2017.
Está também programada a construção de um novo passadiço de madeira ao longo da margem esquerda desde o Agroal até ao Parque Natureza do Agroal (700m).
A zona é também muito procurada para caminhadas, estando marcados vários percursos pedestres.

## Praia fluvial do Agroal
Situada no troço médio do Rio Nabão, a praia fluvial do Agroal está integrada na freguesia de Formigais, Município de Ourém (margem esquerda) e na freguesia da Sabacheira, Município de Tomar.
Inserida numa zona verdejante de grande beleza natural, esta praia fluvial está dotada de boas infraestruturas de apoio e é muito procurada nos dias quentes de verão.